# L'ultimo pugno di terra
L'ultimo pugno di terra è un film documentario del 1965 diretto da Fiorenzo Serra.
Documentario etnografico pubblicato e realizzato con la collaborazione del filosofo del diritto Antonio Pigliaru, con testi di Giuseppe Fiori, Giuseppe Pisanu, Salvatore Mannuzzu e Manlio Brigaglia. 
Il film è composto da riprese girate negli anni precedenti, a partire dal 1959.  Il lungometraggio affronta i temi della ‘questione sarda’ che nell'opera sono relativi ai conflitti sociali, alla pastorizia, alla modernizzazione, all'industrializzazione ed al folclore della Sardegna a cavallo fra gli anni '50 e '60.
Nel 2018 il regista Peter Marcias ha diretto Uno sguardo alla terra, un intenso omaggio al film di Serra, intervistando anche diversi registi riflettono sul senso del loro lavoro, come Vincenzo Marra, Jose Luis Guerin, Claire Simon, Tomer Heymann, Sahraa Karimi, Mehrdad Oskouei, Brillante Mendoza, Wang Bing, Manlio Brigaglia.

## Restauro della pellicola
Negli anni dal 2005 al 2008 è stato svolto un importante e significativo lavoro di recupero della pellicola, promosso dall'Assessorato regionale dei Beni Culturali. La lunga ricerca è stata svolta in contatto con la Cineteca Sarda e la Cineteca Nazionale, in questo modo sono stati recuperati i documenti che hanno permesso la ricostruzione della genesi del film. Il restauro della pellicola, si è svolto sul negativo originale del film che era stato tagliato e riutilizzato per creare altri documentari.

## Riconoscimenti
Nel 1966 fu premiato al Festival dei Popoli di Firenze. (Premio al miglior lungometraggio)